# Видеометър
Видеометърът е уред за определяне на разстоянието между два космически кораба, взаимното им разположение и ъгъла, под който се намират един спрямо друг.

## Начин на работа
Видеометърът бива монтиран на единия от корабите, обикновено на този, който активно приближава другия. Излъчва импулсни лазерни лъчи, които се отразяват от ретрорефлектори, разположени в определена конфигурация на другия космически кораб. Камери улавят отразените лазерни лъчи. По размерите и формата на изображението на конфигурацията компютър определя разстоянието, взаимното разположение и ъгъла, под който се намират двата кораба.
Честотата на лазерните импулси обикновено се настройва в зависимост от разстоянието между двата кораба. Докато корабите са по-далече един от друг, разстоянието и взаимното им разположение не се променят много бързо, и твърде честата им проверка е излишна. При максимално приближение, точно преди скачване, обаче е нужен много по-чест контрол.

## Реализация на апарата
Видеометърът е разработен по поръчка на Европейската космическа агенция. Произвежда се от френската фирма Sodern в парижкото предградие Limeil-Brevannes.
Използва се на космическите кораби АТК за контролиране на сближаването им с Международната космическа станция при автоматично скачване.

### Използване на АТК
Използваната на АТК версия на видеометъра има следните параметри:
- Използват се за контролиране на сближаването на дистанция от 249 м от МКС до непосредственото скачване.
- Използват се 2 броя – основен и резервен. И двата работят едновременно; при отказ на основния автоматично се преминава към данните на резервния.
- Монтират се върху предната част на кораба, до скачващия възел.
- Честотата на лазерните импулси варира от 1 в секунда (на максимално разстояние от МКС) до 10 в секунда (при максимално приближение).
- Лъчите се отразяват от общо 26 ретрорефлектора, монтирани на руския модул на МКС „Звезда“. Всеки ретрорефлектор представлява кубче със страна 2.5 см. Разположени са в 2 конфигурации: триъгълна плоскост с размер 1.5 м., и малка пирамидална структура с височина 8.5 см.